# Phalangerini
I Phalangerini Thomas, 1888) sono una delle due tribù in cui viene suddivisa la sottofamiglia dei Falangerini. Comprende in tutto 18 specie, suddivise in due generi, note come cuschi.

## Descrizione
I cuschi o falangeri hanno una grandezza compresa tra quella dei ratti e quella dei gatti (lunghezza testa-tronco 27-65 cm, lunghezza coda 24-60 cm); hanno capo arrotondato, con muso appuntito e grandi occhi «notturni»; le orecchie sono piccole e, in alcune specie, nascoste dal pelo. Il primo e secondo dito delle zampe anteriori sono opponibili per permettere la presa (mano a tenaglia), come pure opponibile è il primo dito delle zampe posteriori (piede prensile). Hanno coda prensile molto agile e forte, con la punta per un terzo priva di pelo; la parte inferiore è indurita da nervature trasversali per renderla più atta alla presa. Il pelo è molto folto e lanoso.

## Tassonomia
- Genere Phalanger (13 specie)
- Genere Spilocuscus (5 specie)